# Списак ликова у серији Бен 10

У серији Бен 10 појављују се људски и ванземаљски ликови. Бен се може претворити у неког од ванземаљаца из Омнитрикса.

## Људски ликови

### Бен Тенисон
Бен је сасвим обичан дечак, али када добије способност да се преобрази у различите ванземаљце, он схвата да је бити супер-херој много теже него што је он икада замишљао. Упркос свим бизарним обчицима у које се Бен преображава, он дубоко у себи остаје онај исти доброћудни, иако несташан десетогодишњак.

### Гвен Тенисон
Кад год Бен западне у невољу, његова десетогодишња рођака Гвен увек је глас разума, настојећи да размишља унапред и предвиди последице. Иако се њих двоје често кошкају, она увек покушава да помогне Бену да користи Омнитрикс и Бен 10 ванземаљце у своју корист.

### Деда Макс
Бен се увек радује традисионалном летњем камповању са деда Максом. Макс је био члан тајне организације „Водоинсталатери“, чија је мисија да заштити Земљу од ванземаљаца.

### Кевин 11
Кевин Итан Левин је једанаестогодишњи полуосмозац/получовек који има способност да апсорбује било коју врсту енергије и да је употреби по жељи. Када апсорбује енергију Омнитрикс ванземаљаца, он постаје непотпуна али ефективна верзија тог ванземаљца.

## Ванземаљски ликови

### Ванземаљци из Омнитрикса

#### Ватрени
Ватрени је први од Бен 10 ванземаљаца који се појавио. Он потиче из расе ванземаљаца који живе на сунцу, а не на планети и он може да лансира ватрене муње из руку и уста и прави ватрене лопте за бацање. Такође, може да апсорбује ватру једнако брзо као што је и распламса.

#### Утвара
Утвара је једнооки ванземаљац у облику сенке са оностраним моћима и у стању је да пролази кроз зидове и да постане невидљив.

#### Сива материја
Висок тринаест центиметара, Сива материја припада жаболикој раси ванземаљаца која је узгајана да би улазила у разноврсне машине и поправљала их изнутра. Он даје Бену приликом трансформације привремени пораст интелектуалне моћи, а због његове љигаве коже најтеже га је ухватити од свих десет ванземаљаца.

#### Смрдибуба
Смрдибуба је крилати инсект који има четири ока. У борби користи своја клешта, реп и љигаву масу коју испаљује из сва четири ока.

#### Свирепи
Једини водени ванземаљац. Може да дише под водом и да своје ноге преобрази у велики реп са перајима, што му омогућава велику брзину у води. Такође има моћну вилицу и у стању је да угризом зада одлучујући у дарац, али на копну не може да дише.

#### Четвороруки
Висок четири метра, овај ванземаљац има кожу која га штити од повреда и четири јако снажне руке.

#### Ђуле
Због своје крупне грађе и здепастих ногу и руку Ђуле делује неспретно, али када се скупи у куглу са дебелим оклопом на леђима он постаје незаустављиво топовско ђуле.

#### Вукодлак
Има задње ноге налик псу, стоји на задњим ногама и има лице и њушку који подсећају на мексичког вука. Може да произведе ултразвучни урлик и врши нападе у скоку тако што канџама пара ваздух.

#### Мумија
Може по жељи да мења облик свог тела, да се подели на више делова како би избегла нападе и да се након тога поново споји за противнапад. Може да се тренутно опорави од готово било какве повреде.

#### Муња
Има способност да се креће брзином од скоро 500 km на сат. Може да трчи уз зидове и преко блата, леда и воде, да ствара торнадо трчећи у малим круговима и брозо да избегне напад.

#### Дивљи пас
Највише подсећа на животињу, са надљудским атлетским способностима и појачаним чулима мириса, слуха и укуса. Он је мешанац пса, лава, вука и гориле и може да испаљује бодље са својих леђа као пројектиле.

#### Техно
Техно је жива машина са кожом од течног метала. Он може да мења облик свога тела по жељи и да се стапа са било којим механичким уређајем, унапређујућ га. Ово је једини ванземаљац који говори Беновим гласом.

#### Голијат
Голијат је висок готово 30 m и има величину и снагу да уништи читаву армију.

#### Диволоза
Диволоза је много више биљка него животиња. Он може да се укорени у земљу, рашири своје гране да би ухватио непријатеље у замку и да испаљује експлозивне махуне. Не подноси отрове и потребно му је сунце да би растао.

#### Ждерко
Са четири еластична желуца и огромним устима, уз помоћ четири дуга и лепљива језика може да зграби и прогута било шта, а затим да испали из уста било шта што је прогутао.

#### Вито
Вито је мали човеколики ванземаљац који има способност да се неограничено клонира. Сваки клон делује независно, али осећа бол свих других клонова, а смрт једног клона доводи до смрти свих других клонова.

### Остали ванземаљски ликови

#### Вилгакс
Вилгакс је зли интергалактички освајач, који ни пред чим неће устукнути да би добио Омнитрикс који му је потребан да би оформио војску способну да освоји било коју планету у галаксији. Освојио је десет светова, уништио пет и створио црну рупу. Себе сматра господарем Омнитрикса.